# Les Martys
Les Martys é uma comuna francesa na região administrativa de Occitânia, no departamento de Aude. Estende-se por uma área de 19,18 km². Em 2010 a comuna tinha 304 habitantes (densidade: 15,8 hab./km²).